# مجموعه تپه‌های فیروزآباد
مجموعه تپه‌های فیروزآباد مربوط به سده‌های ۹–۶ ه.ق است و در شهرستان زهک، بخش جزینک، دهستان جزینک، ۵۰۰ متری جنوب روستای فیروزآباد واقع شده و این اثر در تاریخ ۲۶ اسفند ۱۳۸۶ با شمارهٔ ثبت ۲۲۲۴۳ به‌عنوان یکی از آثار ملی ایران به ثبت رسیده است.